# وينستون بليك
وينستون بليك (بالإنجليزية: Winston Blake)‏ هو منتج أسطوانات وملحن جامايكي، ولد في 19 نوفمبر 1940، وتوفي في 27 فبراير 2016.